# スリヨータイ
スリヨータイ（原題：สุริโยทัย、英題：The Legend of Suriyothai）は2001年タイの映画。M・C・チャートリーチャルーム・ユコン監督作品。アユタヤ王朝時代のチャックラパット王の妃、女傑シースリヨータイの人生を描いた作品。興行成績がいまひとつだったタイの映画界に新風を巻き起こし、タイ映画ブームの先駆けとなった大作。日本未公開。

## 概要
チャートリーチャルーム監督によると、「スリヨータイ」の原案を提案したのはシリキット王妃であり、共にラーマ5世を曾祖父に持つチャートリーチャルーム監督に映画化を打診した。現代のタイ王国の歴史教育では、かつてほどタイ国史を深く掘り下げて教えてはおらず、映画を通じて国民にタイ国史にもっと興味を持ってもらいたいと王妃が望んだためであった。製作にもシリキット王妃が出資し、タイ王国陸軍とタイ王国海軍の兵士数千名が合戦シーンのエキストラとして動員された。シースリヨータイ王妃を演じているのは王族に連なる家系（クリサダーコーン家）の出身で「モムルワン」の位を持つピヤパット・ピロムパックディーである。ピロムパックディーはシリキット王妃の侍女を務めており、王妃の推薦でシースリヨータイ役に選ばれた。
「スリヨータイ」の製作には、考古学と歴史の考証に5年を費やし、撮影に2年かけている。ただし、タイ人に歴史に興味を持ってもらうことを主眼においているため、必ずしも歴史に忠実に作ったものとも限らない。歴史の大まかな流れとしては、『アユタヤ王朝年代記』のうち、ルワンプラスート本、御親筆本、大英博物館本、カムハイカーンチャーオクルンカオ本、そしてポルトガル人傭兵隊の記録としてメンデス・ピントの『東洋遍歴記』を参考にした。
タイ映画史上最大の製作費が投入され、その額は約800〜2000万米ドルと推定されているが、タイ王族の協力があったため、実際の額は不明である。また、タイ王族の協力のため、他の作品では撮影が難しいか、あるいは不可能に近い場所での撮影が可能になった。
アメリカ合衆国では、チャートリーチャルーム監督の映画学校時代からの友人、フランシス・フォード・コッポラにより編集された短縮版が2003年に公開された。

## 登場人物（一部）
- スリヨータイ（ピヤパット・ピロムパックディー）：主人公。クン・ピレーントーンテープと愛し合っていたが、チャックラパット王に見初められ、政略結婚により引き離されてしまう。夫を助けて政争を生き延びさせ、ハンターワディーとの戦いで夫を救う。
- チャックラパット王（サランユー・ウォンクラチャン）：スリヨータイの夫。暗殺の多い家督争いを生き抜いて王になった。
- クン・ピレーントーンテープ（チャチャイ・プレーンパーニット）：アユタヤ王朝の下級官吏。恋するスリヨータイと引き離されるも、のちにスリヨータイの願いによりチャックラパットを助け、王となったクン・ウォーラウォンサーを暗殺し、ピサヌロークの国主、そしてアユタヤーの王となる。ナレースワンの父。
- チャイヤラーチャーティラート王（ポンパット・ワチラボンジョン）：クーデターを起こしてアユタヤの王となるが、妃のシースダーチャンに毒を盛られ暗殺される。
- シースダーチャン（マイ・ジャルンプラ）：夫チャイヤラーチャーティラート王を殺し自分の息子ヨートファー親王を殺して、愛人クン・ウォーラウォンサーティラートに尽くした。映画ではウートーン家の出身とされ、ウートーン家の再興のためにクン・ウォーラウォンサーティラートに近づく。
- クン・ウォーラウォンサーティラート（ジョニー・エンフォーネー）：クメール人の小姓。スダーチャンと密通して利用し、アユタヤーの王にまでのし上がる。映画では、シースダーチャン同様ウートーン家の出身となっている。
- タビンシュエーティー（スパキット・タンタットサワート）：ハンターワディー（ビルマのタウングー王朝）の王。チャートリー監督は「大国の戦士」として描いた[1]としているが、映画内では、メンデス・ピントの『東洋遍歴記』における、残忍で同性愛的傾向をもつタビンシュエーティーの描写と酷似している。
- バインナウン：タビンシュエーティーの乳母兄弟。側近。映画では描かれていないが、後にハンターワディーの王になる。

注意：映画の中では省略されて呼ばれています。